# ذا رويال تينينبوم
ذا رويال تينينبوم هو فيلم من نوع كوميديا دراما وكوميديا أُصدر في 2001. الفيلم من إنتاج توتشستون بيكشرز، ومن توزيع والت ديزني ستوديوز موشن بيكشرز، وهو من إخراج ويس أندرسون، أما السيناريو فكان من كتابة ويس أندرسون وأوين ويلسون.

## القصة
تقع أحداث الفيلم في نيويورك. وقصة الفيلم الرئيسية حول الأسرة المختلة.

## طاقم التمثيل
- لوك ويلسن
- جين هاكمان
- أوين ويلسون
- أليك بالدوين
- أنجيليكا هيوستن
- داني غلوفر
- ويس أندرسون
- كومار باللانا
- بيل موري
- جوينيث بالترو
- بن ستيلر
- سيمور كاسل

## الإنتاج
موسيقى الفيلم التصويرية كانت من تأليف مارك موذرسباو، وأُصدرت الموسيقى التصويرية في ألبوم يدعى The Royal Tenenbaums (soundtrack) ‏.

## وصلات خارجية
- ذا رويال تينينبوم على موقع IMDb (الإنجليزية)
- ذا رويال تينينبوم على موقع ميتاكريتيك (الإنجليزية)
- ذا رويال تينينبوم على موقع الموسوعة البريطانية (الإنجليزية)
- ذا رويال تينينبوم على موقع روتن توميتوز (الإنجليزية)
- ذا رويال تينينبوم على موقع نتفليكس (الإنجليزية)
- ذا رويال تينينبوم على موقع قاعدة بيانات الأفلام العربية
- ذا رويال تينينبوم على موقع ألو سيني (الفرنسية)
- ذا رويال تينينبوم على موقع Turner Classic Movies (الإنجليزية)
- ذا رويال تينينبوم على موقع أول موفي (الإنجليزية)
- ذا رويال تينينبوم على موقع بوكس أوفيس موجو (الإنجليزية)